# Gumiel de Izán
Gumiel de Izán ist ein nordspanischer Ort und eine Gemeinde (municipio) mit nur noch 582 Einwohnern (Stand: 2024) im Süden der Provinz Burgos in der Autonomen Gemeinschaft Kastilien-León. Der Ort gehört zum Weinbaugebiet Ribera del Duero; der alte Ortskern ist als Kulturgut (Bien de Interés Cultural) in der Kategorie Conjunto histórico-artístico anerkannt.

## Lage und Klima
Der Ort Gumiel de Izán liegt in der hügeligen Weinbauregion Ribera del Duero etwa 1 km nördlich des Río Gromejón in einer Höhe von etwa 855 m. Die Stadt Burgos ist etwa 71 km (Fahrtstrecke) in nördlicher Richtung entfernt. Die nächstgelegene Stadt ist Aranda de Duero (ca. 14 km südlich); der sehenswerte Ort Haza befindet sich etwa 26 km südwestlich. Das Klima im Winter ist rau, im Sommer dagegen gemäßigt und warm; Regen (ca. 480 mm/Jahr) fällt überwiegend im Winterhalbjahr.

## Bevölkerungsentwicklung
| Jahr      | 1857  | 1900  | 1950  | 2000 | 2017 |
| Einwohner | 1.893 | 2.458 | 2.053 | 610  | 545  |

Die Mechanisierung der Landwirtschaft und die Aufgabe bäuerlicher Kleinbetriebe führten seit den 1950er Jahren zu einem Mangel an Arbeitsplätzen und einem deutlichen Rückgang der Einwohnerzahlen.

## Wirtschaft
In früheren Zeiten war Gumiel de Izán ein Bauerndorf im Tal des Río Gromejón. Die Feldarbeit wird heute von nur wenigen Landwirten und Winzern verrichtet; einige Häuser werden im Sommer als Ferienwohnungen (casas rurales) vermietet.

## Geschichte
Aus keltiberischer, römischer, westgotischer und islamischer Zeit wurden bislang keine Siedlungszeugnisse gefunden; die Römerstraße von Clunia nach Asturica Augusta (Astorga) führte jedoch durch das Gemeindegebiet. Die Gründung des Ortes könnte auf Fernán González, den ersten weitgehend unabhängigen Grafen Kastiliens, zurückgehen, aber auch eine spätere Besiedlung ist nicht auszuschließen, denn die erste Erwähnung des Ortsnamens stammt erst aus dem Jahr 1042. Im Jahr 1326 erhielt der Ort von Alfons XI. königliche Stadtrechte (Villa Real) und weitere Privilegien (fueros). Die bestehende Stadtbefestigung wurde im 15. Jahrhundert ausgebaut.

## Sehenswürdigkeiten

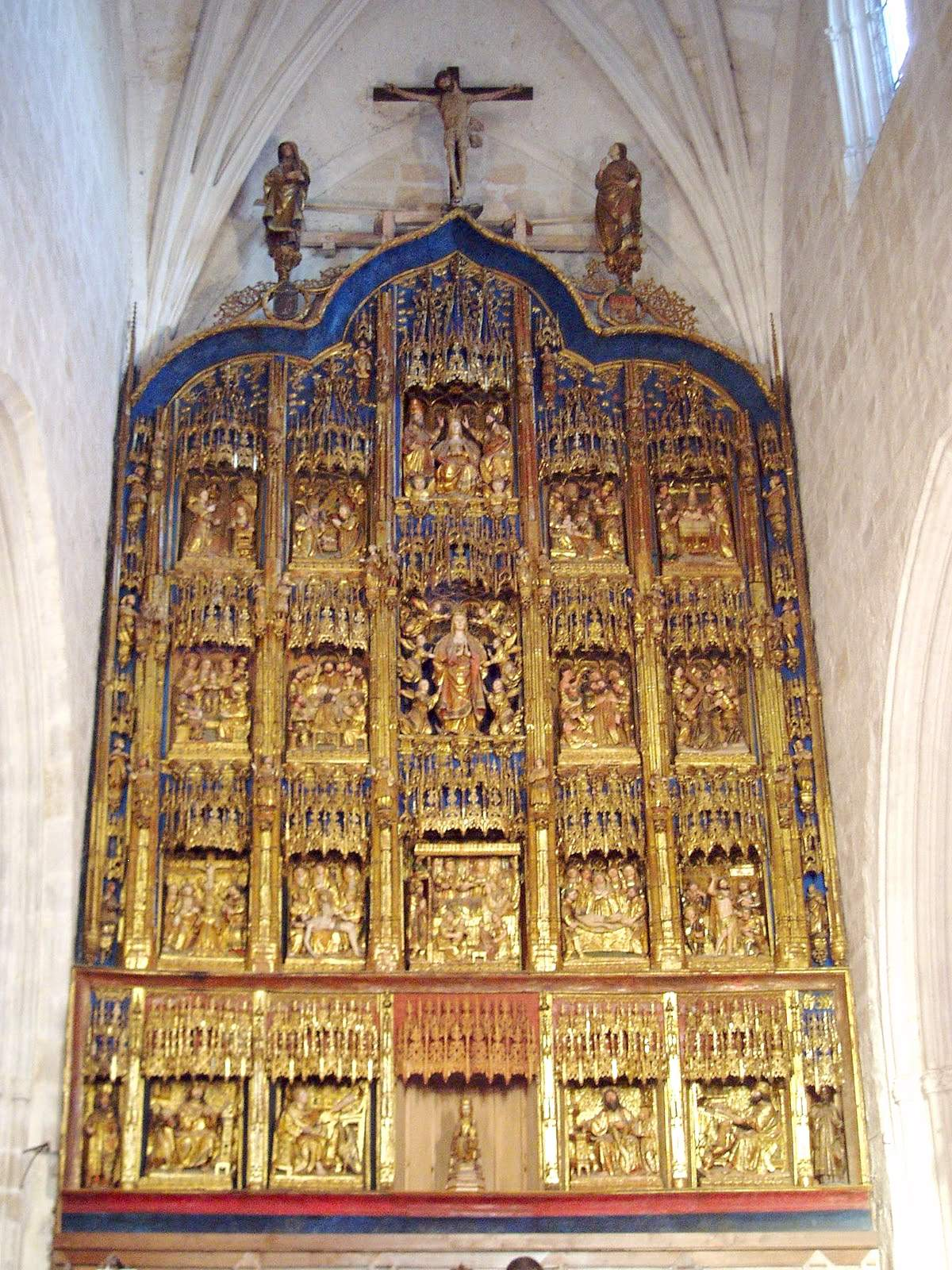
Altarretabel der Iglesia de Santa María de la Asunción

- Die Iglesia de Santa María de la Asunción ist der Himmelfahrt Mariens geweiht. Der dreischiffige Bau entstand im 16. Jahrhundert anstelle einer mittelalterlichen Vorgängerkirche, von der noch Teile des Glockenturms (campanario) und das Nordportal erhalten sind; außergewöhnlich reich gestaltet ist die Fassade im Stil des klassizistischen Barock. Das Kirchenschiff (nave) wird von Sterngewölben überspannt, deren Schlusssteine die Wappen mehrerer Stifter zeigen. Ein wahres Prunkstück ist das spätgotische Altarretabel (retablo) aus dem frühen 16. Jahrhundert. Daneben finden sich zwei Seitenaltäre und zahlreiche Ausstattungsgegenstände und Figuren.[7]
- Der historische Ortskern ist gekennzeichnet durch mehrere Fachwerkhäuser mit steinernem Erdgeschoss; darüber hinaus finden sich an mehreren Gebäuden steinerne Wappenschilde.
- Ein neoromanischer Bau im Stil einer Burg aus dem beginnenden 20. Jahrhundert dient heute als Restaurant.

Umgebung
- Inmitten der Weinfelder steht ein vom britischen Architekten Sir Norman Foster geplantes Weingut (bodega).[8]
- Ca. 1 km außerhalb des Ortes steht die in den 1950er Jahren anstelle eines Vorgängerbaus neuerbaute Ermita de la Virgen del Río.
- Vom verschwundenen Weiler Reveche ca. 4 km nördlich steht noch die aus exakt behauenen Steinen erbaute, aber nur mit einem offenen Dachstuhl gedeckte romanische Ermita de Santo Cristo de Reveche; beachtenswert ist das Archivoltenportal.

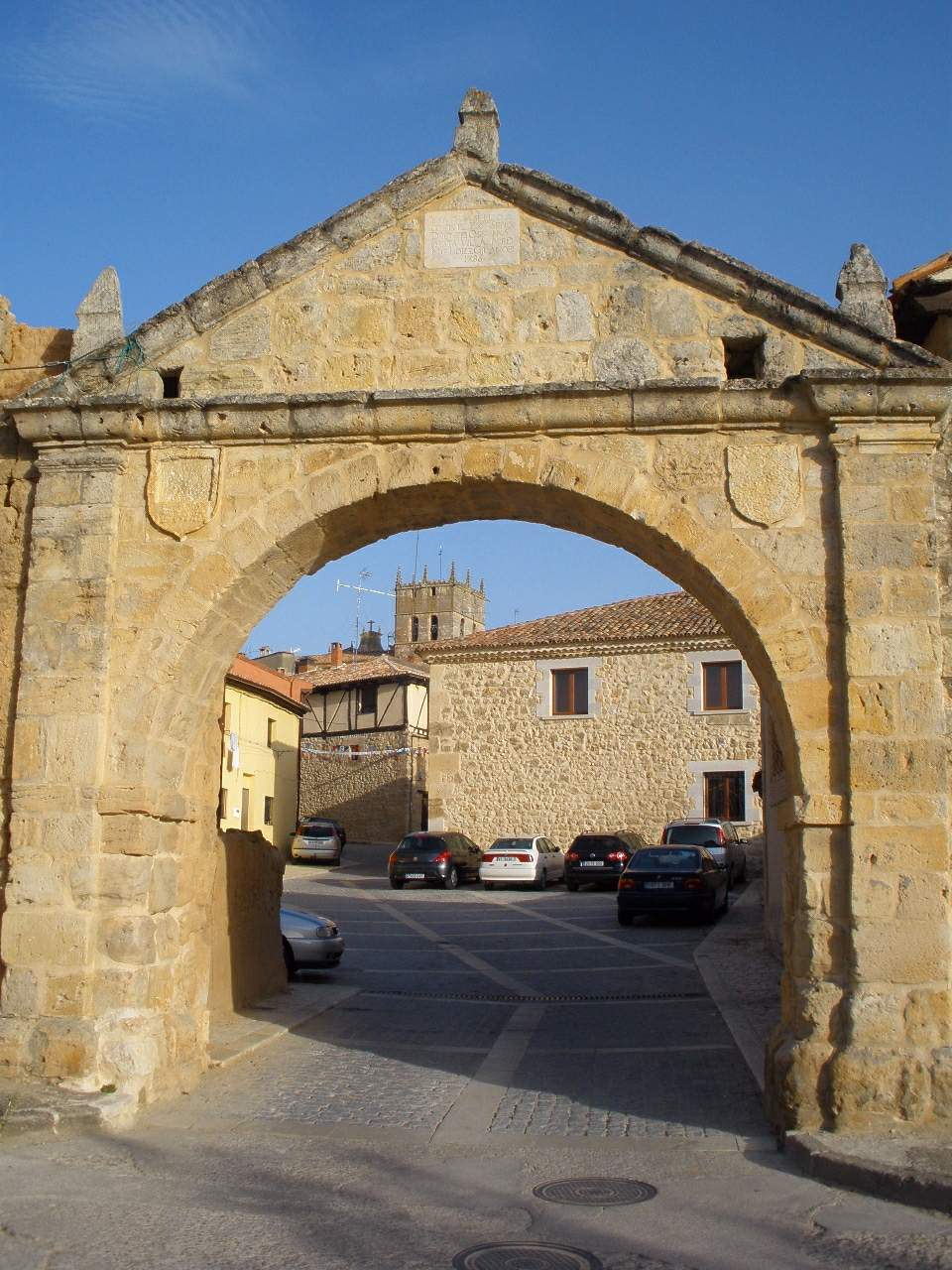
Arco de los Mesones
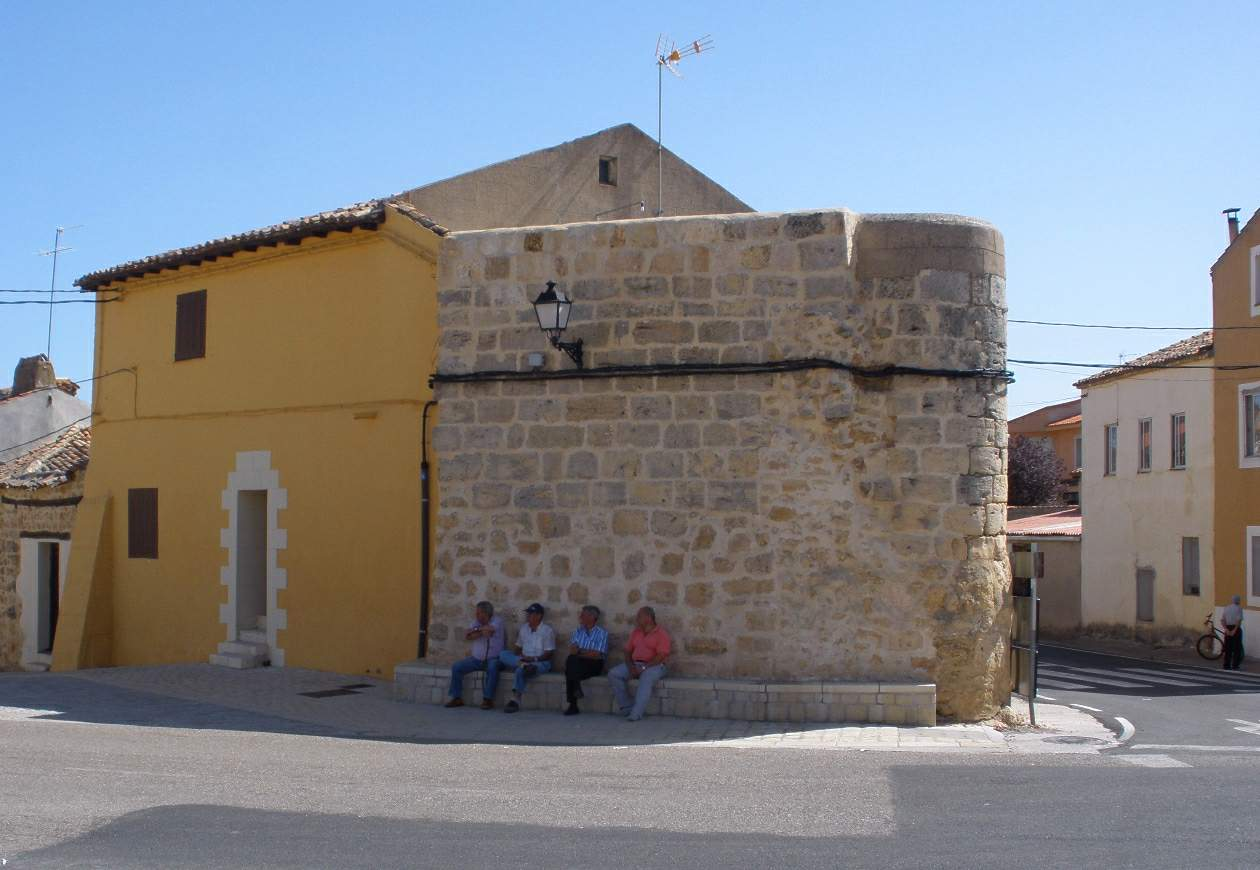
Teil der Stadtmauer
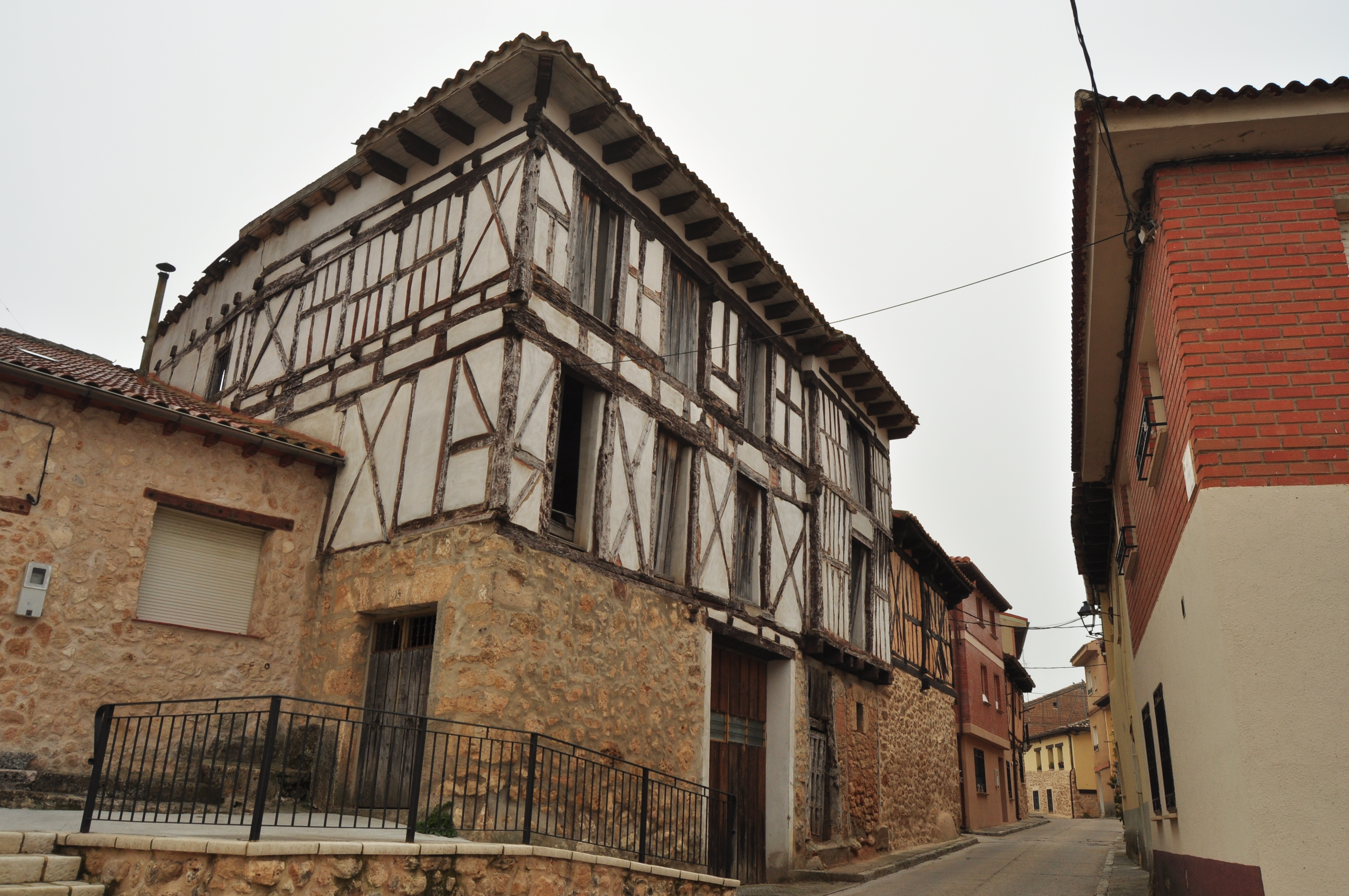
Fachwerkhaus und Gasse
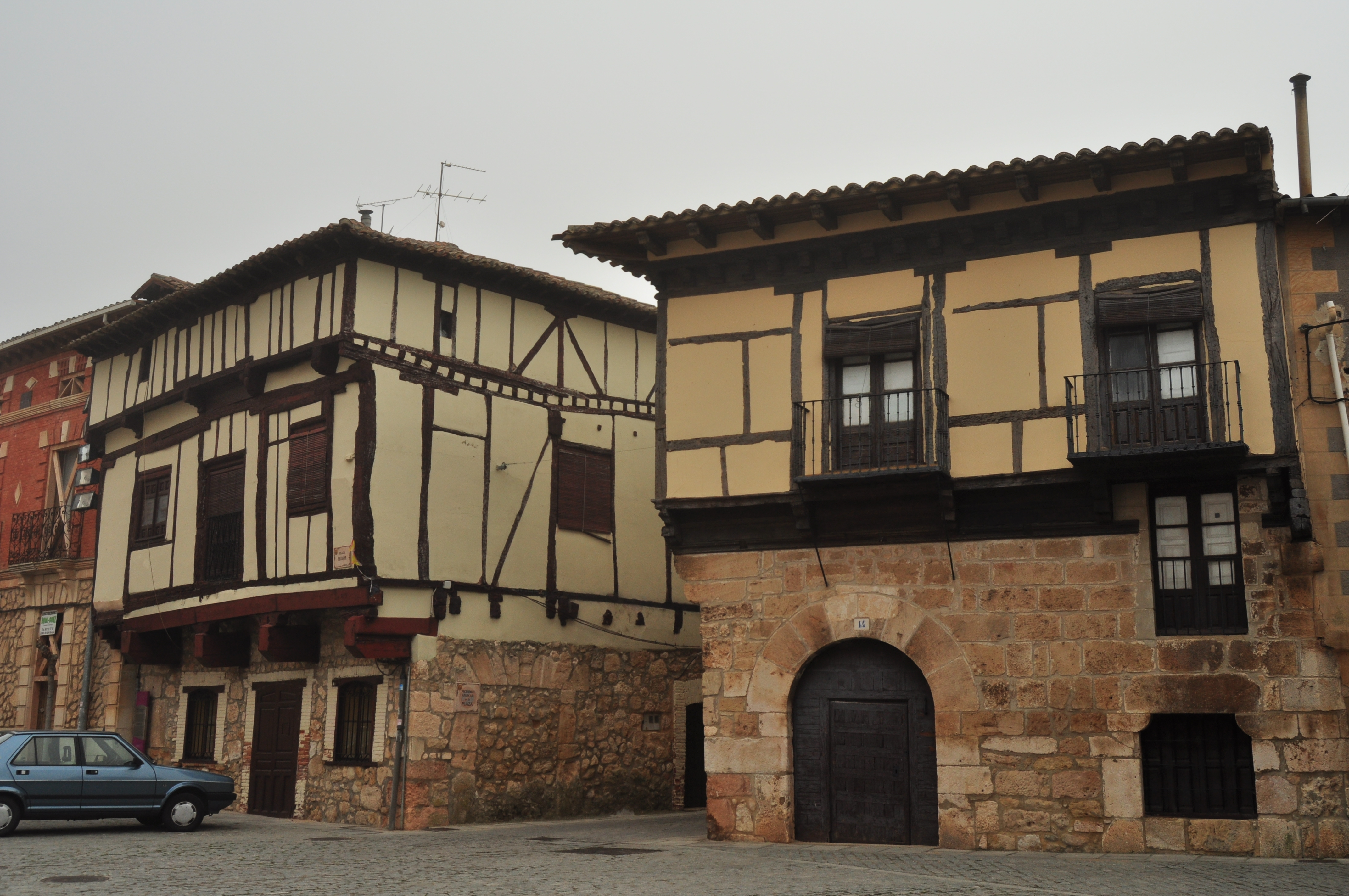
Fachwerkhäuser
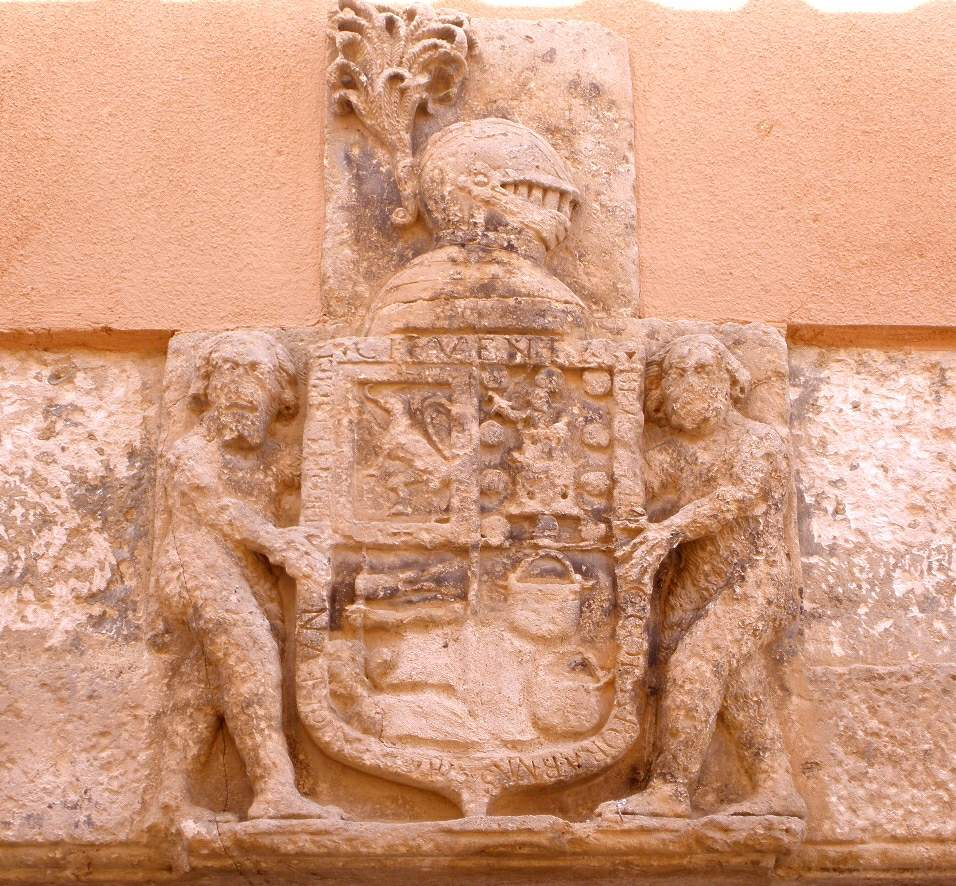
Von „Wilden Männern“ getragener Wappenschild
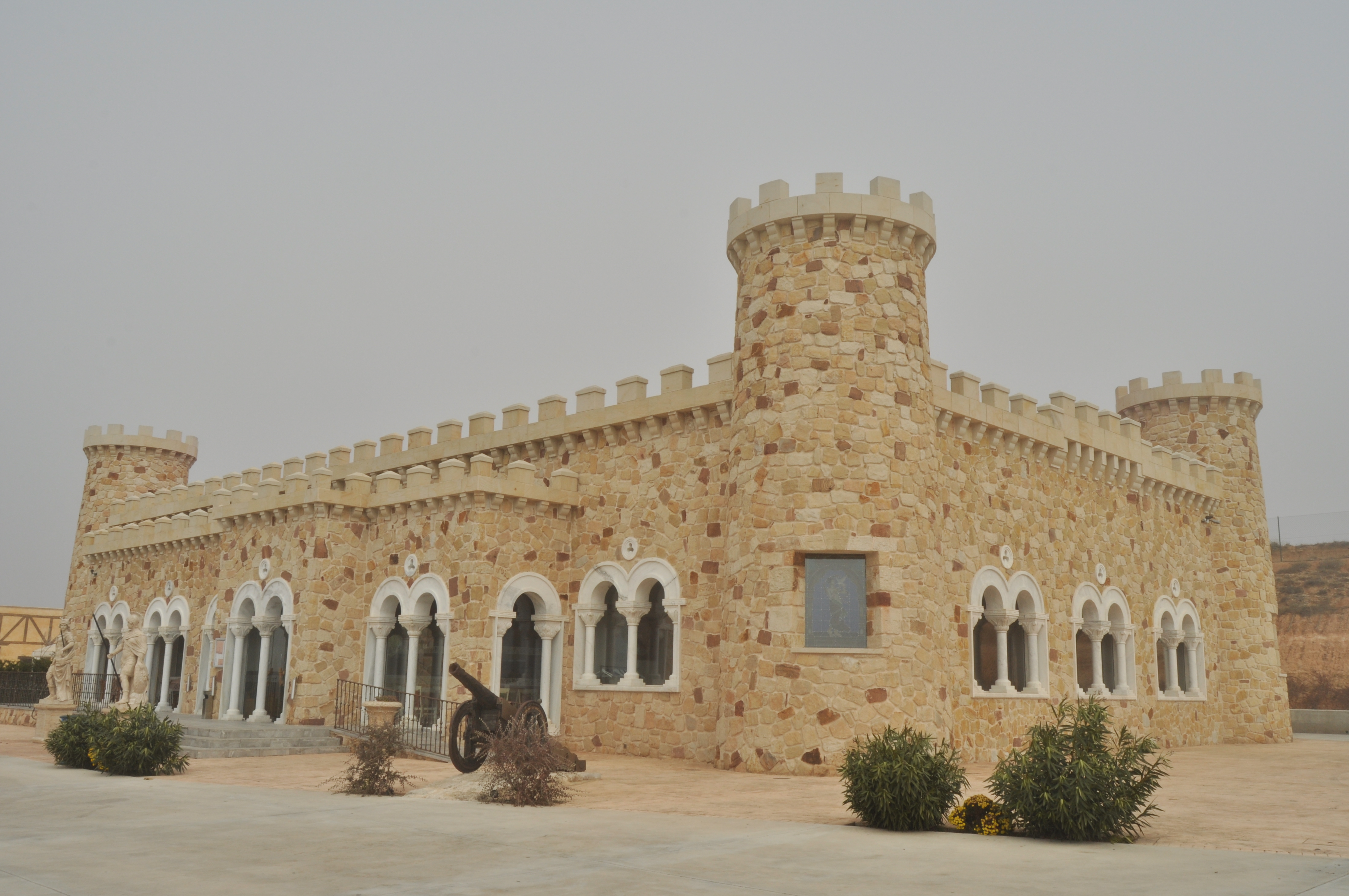
Neoromanische Burg